# Museum voor Clandestiene Immigratie en Marine
Het Museum voor Clandestiene Immigratie en Marine is een Israëlisch museum in Haifa. Het is in het beheer van het Ministerie van Defensie en behandelt de maritieme geschiedenis van Israël, van de illegale immigratie in Palestina tot de geschiedenis van de huidige Israëlische marine. Het werd opgericht door kolonel Yoske Coral en opende in 1969 zijn deuren voor het publiek. In 1972 werd naast het museum het Israëlisch Nationaal Maritieme Museum gevestigd.

## Collectie
Op het museumterrein zijn drie schepen te bezichtigen die dienstdeden in de Israëlische marine. De INS Af Al Pi Chen deed daarvoor al dienst in de Aliyah Bet, oftewel de Joodse illegale immigratie in Palestina. De overige schepen zijn het oppervlakte-oorlogsschip de INS Mivtach en de onderzeeboot de INS Gal. Daarnaast is onder andere een deel van de romp van het Britse deportatieschip de Patria te bezichtigen en een reconstructie van het leven in de Britse interneringskampen in Cyprus.

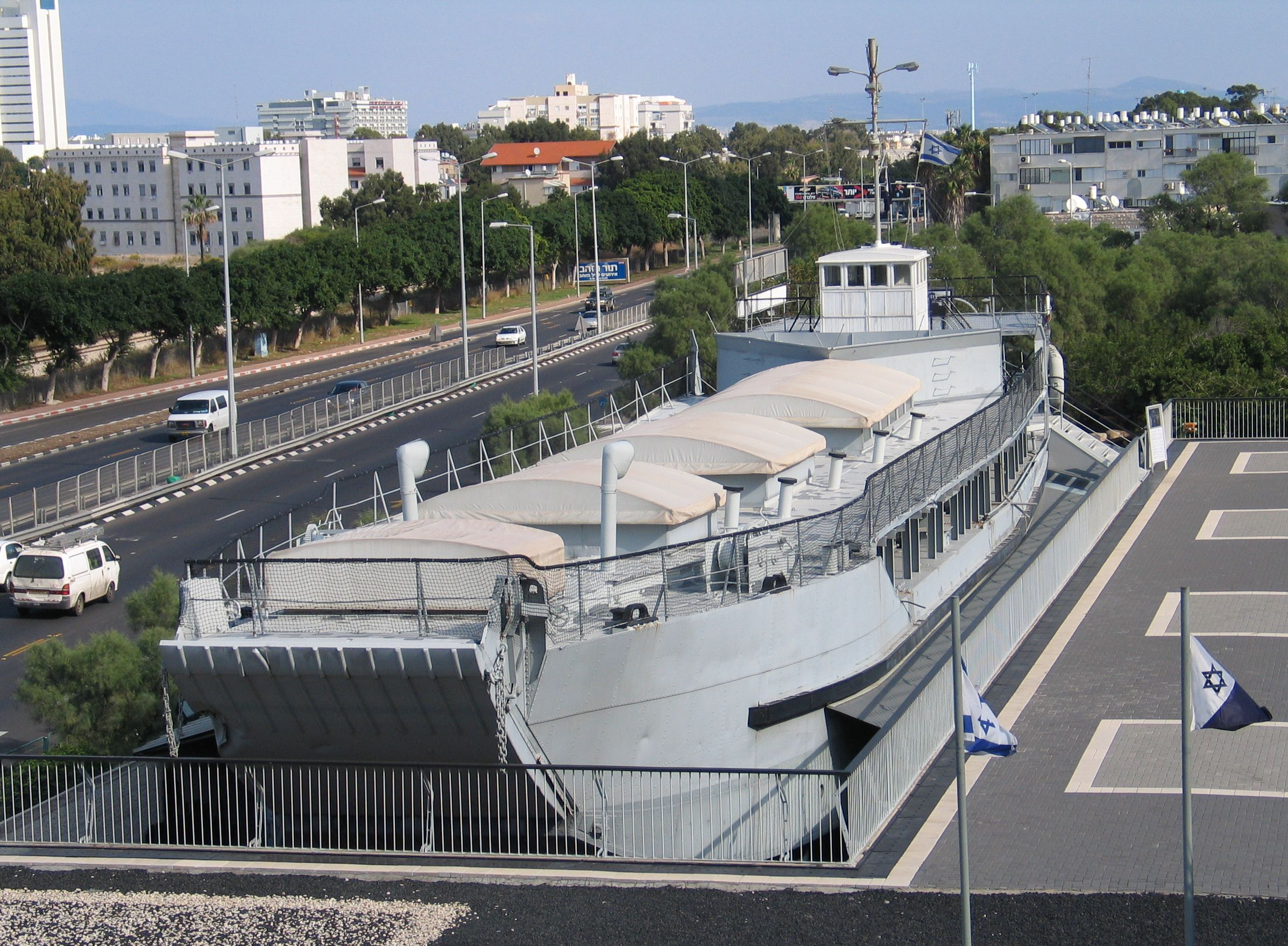
INS Af Al Pi Chen
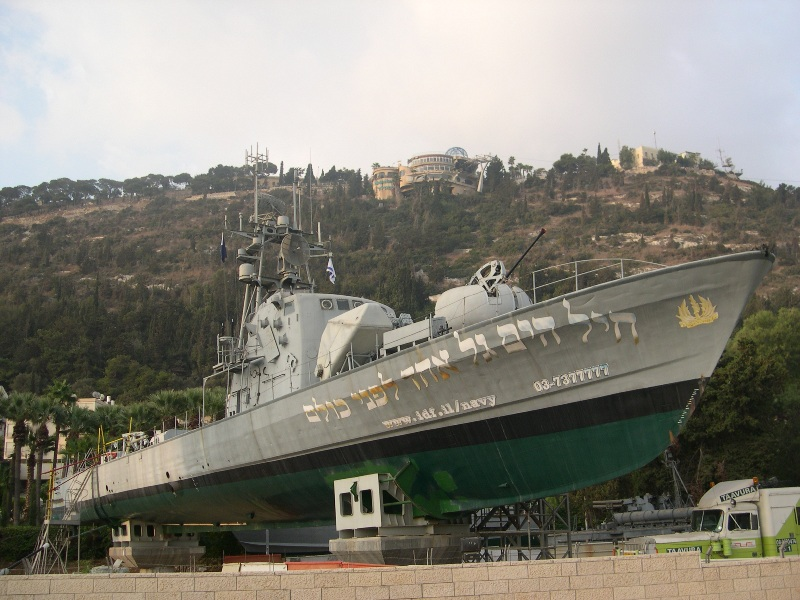
INS Mivtach
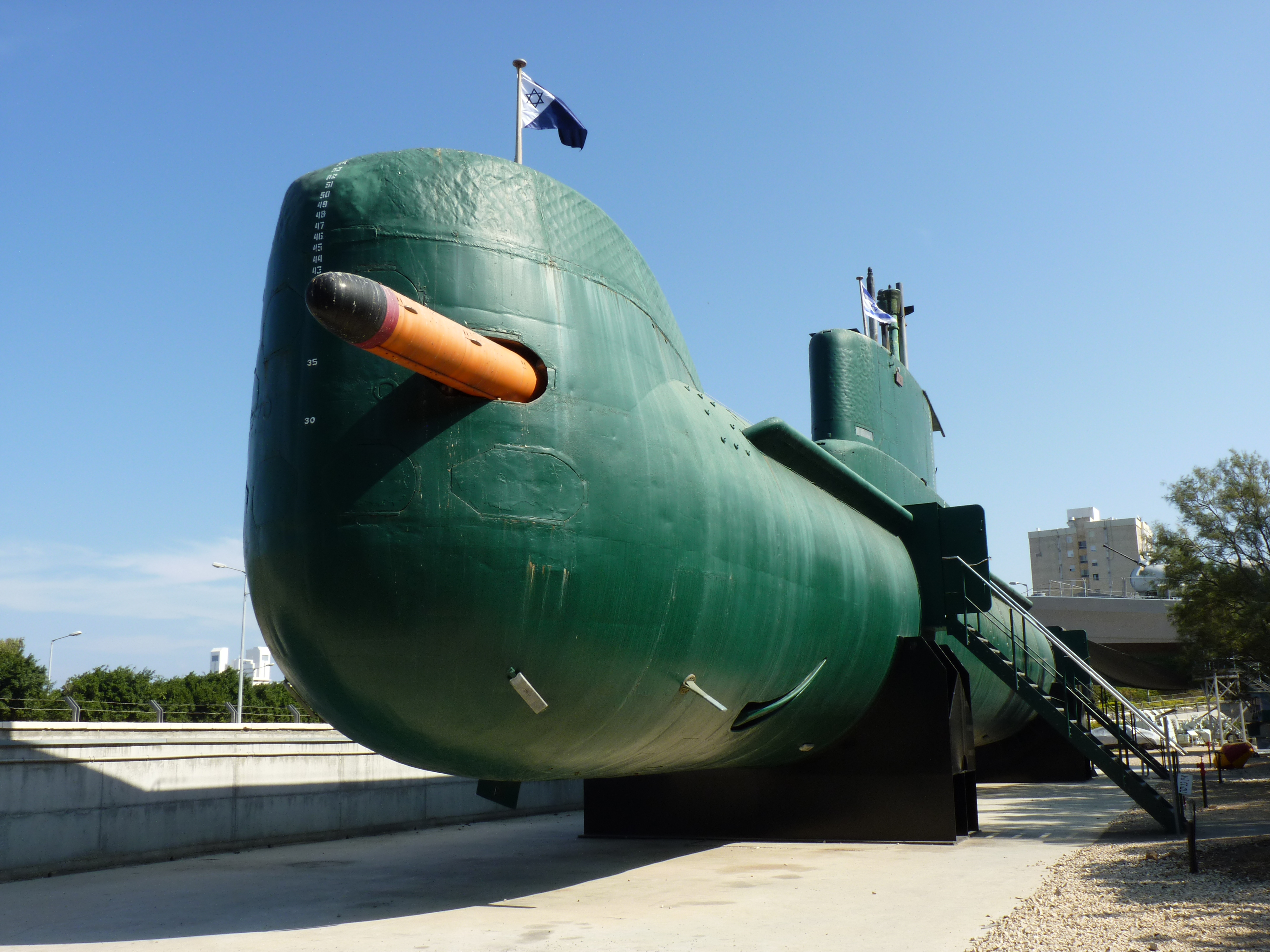
INS Gal